# Sydney International 1999 - Qualificazioni doppio maschile
Le qualificazioni del doppio maschile dello  Sydney International 1999 sono state un torneo di tennis preliminare per accedere alla fase finale della manifestazione. I vincitori dell'ultimo turno sono entrati di diritto nel tabellone principale. In caso di ritiro di uno o più giocatori aventi diritto a questi sono subentrati i lucky loser, ossia i giocatori che hanno perso nell'ultimo turno ma che avevano una classifica più alta rispetto agli altri partecipanti che avevano comunque perso nel turno finale.
Le qualificazioni del doppio del torneo Sydney International 1999 prevedevano 4 coppie partecipanti di cui una è entrata nel tabellone principale.

## Teste di serie
1. Andrew Kratzmann /  Peter Tramacchi (Qualificati)

1. Paul Kilderry /  Michael Tebbutt (primo turno)

## Qualificati
1. Andrew Kratzmann  /   Peter Tramacchi

## Tabellone

### Legenda
| - Q = Qualificato - WC = Wild card - LL = Lucky loser | - ALT = Alternate - SE = Special Exempt - PR = Protected Ranking | - w/o = Walkover - r = Ritirato - d = Squalificato |

|  | Primo turno | Primo turno                      | Primo turno | Primo turno | Primo turno |  |  | Ultimo turno | Ultimo turno                     | Ultimo turno | Ultimo turno | Ultimo turno |  |
|  |             |                                  |             |             |             |  |  |              |                                  |              |              |              |  |
|  | 1           | Andrew Kratzmann Peter Tramacchi | 4           | 6           | 6           |  |  |              |                                  |              |              |              |  |
|  |             | Paul Hanley Nathan Healey        | 6           | 1           | 4           |  |  | 1            | Andrew Kratzmann Peter Tramacchi | 3            | 6            | 6            |  |
|  |             | Mark Keil Aleksandar Kitinov     | 3           | 7           | 7           |  |  |              | Mark Keil Aleksandar Kitinov     | 6            | 4            | 4            |  |
|  | 2           | Paul Kilderry Michael Tebbutt    | 6           | 6           | 6           |  |  |              |                                  |              |              |              |  |